# Barbara Gwiazdowska

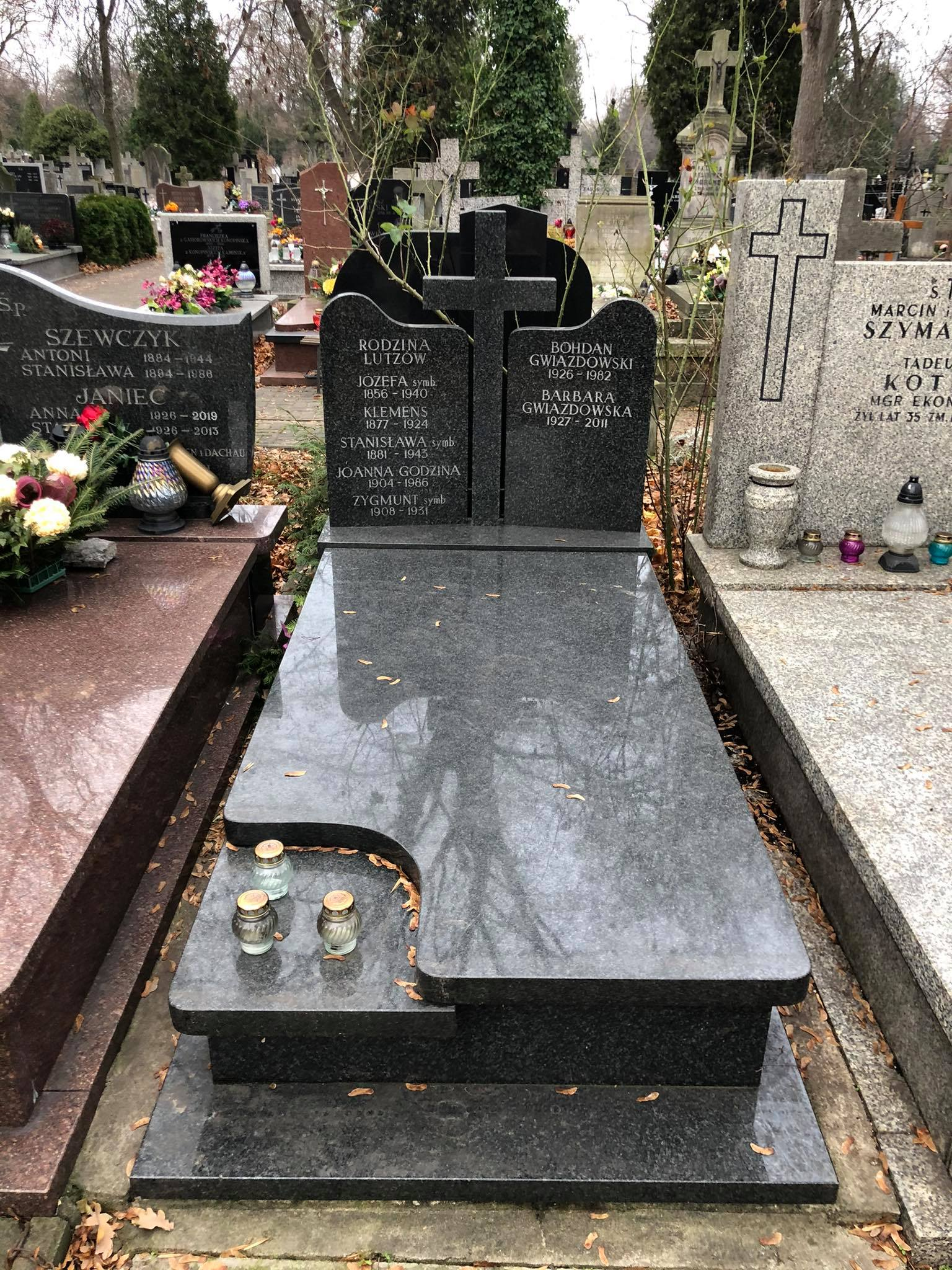
Grób Barbary Gwiazdowskiej na cmentarzu Bródnowskim

Barbara Antonina Gwiazdowska (ur. 23 września 1927 w Warszawie, zm. 26 kwietnia 2011 tamże) – polska fizyczka medyczna, profesor doktor habilitowana, krajowa konsultantka w dziedzinie fizyki medycznej.

## Życiorys
Studiowała na Wydziale Elektrycznym Politechniki Łódzkiej, ale po dwóch latach przeniosła się na Politechnikę Warszawską, na organizowany przez Cezarego Pawłowskiego wydział umożliwiający specjalizację w dziedzinie elektrotechniki medycznej. W 1952 obroniła pracę dyplomową i rozpoczęła pracę w Zakładzie Fizyki Instytutu Onkologii. Od 1965 działała przy powołaniu Polskiego Towarzystwa Fizyki Medycznej, w późniejszych latach była członkiem Zarządu Głównego tej organizacji. W 1966 obroniła pracę doktorską, sześć lat później objęła stanowisko kierownika Zakładu Fizyki Medycznej. Równolegle działała przy stworzeniu specjalności fizyka medycznego na Wydziale Fizyki Uniwersytetu Warszawskiego; jej praca zakończyła się sukcesem i pierwsi studenci obronili prace w 1974.
Pod kierownictwem Barbary Gwiazdowskiej powstało profesjonalne laboratorium pomiarowe, które przekształcono w Laboratorium Wtórnych Wzorców Dozymetrycznych. W krótkim czasie zostało ono włączone do międzynarodowej sieci pod auspicjami Międzynarodowej Agencji Energii Atomowej. W 1985 Barbara Gwiazdowska uzyskała stopień doktora habilitowanego, a w roku 1996 tytuł profesora. W 1998 mimo przejścia na emeryturę kontynuowała pracę w Zakładzie Fizyki Medycznej koncentrując się na rozwoju laboratorium. Od 2004 pełniła funkcję Krajowego Konsultanta do spraw Fizyki Medycznej. Przez wiele lat równolegle pracowała w Centrum Onkologii w Warszawie.
Doktor pod jej kierunkiem uzyskał m.in. Paweł Kukołowicz.
Zmarła 26 kwietnia 2011 w Warszawie. Została pochowana 5 maja na cmentarzu Bródnowskim w Warszawie (kw. 8D-I-3).